# Parametron

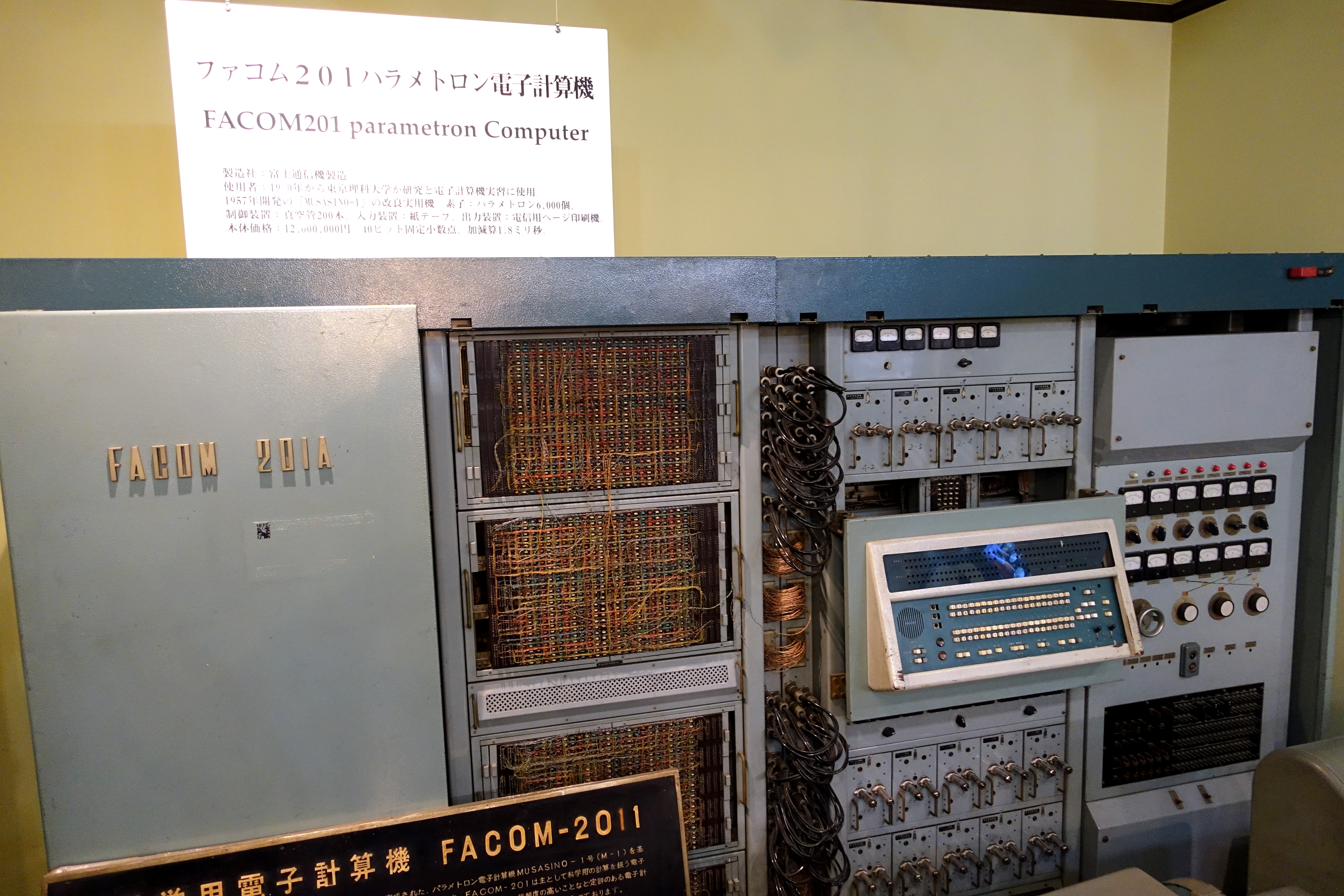
Un elaboratore elettronico Fujitsu FACOM 201 che utilizza i parametron esposto al Science Museum dell'università di Tokyo

Il parametron è un circuito logico inventato da Eiichi Goto nel 1954. Il parametron è essenzialmente un circuito risonante con un elemento reattivo non lineare che oscilla a metà della frequenza di pilotaggio. L'oscillazione può essere fatta rappresentare una cifra binaria scegliendo tra due fasi stazionarie distanti π radianti (180 gradi).
I parametron sono stati utilizzati nei primi computer giapponesi dal 1954 all'inizio degli anni '60. Un prototipo di computer basato su parametron, il PC-1, è stato costruito presso l'Università di Tokyo nel 1958. I parametron sono stati utilizzati nei primi computer giapponesi perché affidabili ed economici, ma alla fine sono stati superati dai transistor a causa delle differenze di velocità.